# Благороден елен
Благородният елен (Cervus elaphus L.) е един от най-големите видове елени. Женската се нарича кошута. Благородният елен обитава по-голямата част от Европа, района на Кавказките планини, Анадола, Иран и части от западна Азия. Това е единственият останал вид елени, обитаващи Африка и по-конкретно Северноафриканските Атласки планини. Благородният елен е заселен и в други области, включително Австралия, Нова Зеландия, Съединените щати, Канада, Перу, Уругвай, Чили и Аржентина. В много части на света месото от благороден елен (еленско) се използва като хранителен източник.
Благородните елени са преживни животни, характеризиращи се с четирикамерен стомах. Генетични доказателства сочат, че благородният елен е видова група, а не отделен вид, въпреки че остава спорен въпросът колко точно вида включва групата. Близкородственият и малко по-голям Уапити, обитаващ Северна Америка и Североизточна Азия, доскоро считан за подвид на благородния елен, вече е установен като отделен вид. Прародителят на всички благородни елени (и Уапити) вероятно произхожда от централна Азия и прилича на Петнистия елен.
Въпреки че в миналото благородните елени са били рядкост в някои части на Европа, те никога не са били близо до изчезване. Повторното въвеждане и усилията за опазване, като например в Обединеното кралство и Португалия, довеждат до увеличаване на популациите на благороден елен, докато в други области, като Северна Африка, популацията продължава да намалява.

## Описание
- Дължина на тялото – 165 – 250 cm
- Височина при холката – 100 – 160 cm
- Дължина на опашката – 12 – 18 cm
- Тегло – 100 – 475 kg
- Полов диморфизъм – силно изразен. Женските са по-леки и нямат рога
- Зъбна формула: {\displaystyle {\frac {I(0).C(2).P(6).M(6)}{I(6).C(2).P(6).M(6)}}=34}

където: I е инцизивите (резците), бр.;
C – канини (кучешки зъби)
Р – премоларите (предните кътници), бр.;
М – моларите (задните кътници), бр.
Младите екземпляри имат леко петниста окраска, възрастните са едноцветни. Цветът на възрастния индивид е тъмно или светло кафяв, често с ръждив оттенък.

## Рога
Рогата на мъжкарите започват да растат март-април, и докато достигнат пълно развитие през юли-август са покрити с фина мъхеста кожица. Падат февруари. На едногодишните екземпляри рогата са много малки и недоразвити, имат едно, максимум две разклонения, на втората година могат да бъдат вече шест. С възрастта рогата стават все по-големи и разклонени. Максимум се достига около десетата година, когато разклоненията им могат да достигнат 24 или повече на брой. Когато животното започне да остарява, рогата започват да намаляват размера си.

## Разпространение и биотоп
Разпространен в Европа (включително и България) и Азия. Обитава не много гъсти широколистни и смесени гори в равнинни, полупланински и планински местности. Често можем да го срещнем и в полугористи открити местности.

## Начин на живот и хранене
Храни се с растителна храна, трева, пъпки, листа, клонки, коренища и други. Зимно време среща затруднения в намирането на храна и често гладува и разчита на запасите натрупани през лятото и есента.
Денем почива на някое скришно място и не излиза до свечеряване. Обикновено живее на малки стада, съставени само от мъжки или женски индивиди, които се смесват само в размножителния период. Когато раждат, женските се отделят за известно време от стадото и след това отново се присъединяват. Въпреки големите си рога, когато са заплашени и мъжките и женските се защитават удряйки силно с предните си копита. Предните им копита имат много твърди и добре заострени ръбове и не са редки случаите на тежко пострадал хищник след опит за нападение над кошута с малко. Благородният елен, понякога обича да се валя в кал, което не е характерно за другите видове от семейство Плътнороги.

## Размножаване
Благородният елен е полигамно животно. Женските се разгонват втората половина на септември и започват и битките между мъжките индивиди. Тогава доминиращият мъжки защитава стадото си от съперниците си. Съперниците му, обикновено по-млади мъжкари без собствен харем, се опитват да го изместят от доминиращата му позиция или поне да отделят някоя от женските. По това време мъжките водят целодневни изтощителни битки, използвайки рогата си. Въпреки привидната жестокост на битките, те се състоят общо взето от заклещване на рогата на двамата съперници и бутане. Рогата имат конструкция осигуряваща безопасността на битките и в крайна сметка много рядко се стига до сериозни наранявания. По-слабият мъжкар обикновено се отказва по някое време и прави кратка демонстрация на подчиненост, показвайки незащитените страни на тялото си и по този начин тушира агресивността на победителя, който след много кратко преследване се отказва да го гони и да се бие с него.
Малките се раждат през май-юни. Обикновено се ражда само едно малко, случаите на близнаци са крайно редки. Самото раждане е много бързо и трае не повече от десет минути. Първите дни малкото се намира в някое скривалище и майка му отива при него само за да го накърми. Кърменето трае 3 – 4 месеца. Малкото не се отделя от майка си плътно до раждането на следващото малко, обикновено на следващата година. Ако малкото е кошута обикновено остава със същото стадо, а ако е елен се присъединява към стадата на другите мъжкари.

## Подвидове
- C. e. bactrianus – бухарски елен или бактрийски елен[4]
- C. e. barbarus – берберски елен[4]
- C. e. corsicanus
- C. e. elaphus – европейски благороден елен
- C. e. hanglu – хангул[4]
- C. e. hippelaphus
- C. e. maral – каспийски благороден елен
- C. e. yarkandensis

## Лов
В много страни по света, включително и в България благородният елен е ценен ловен обект, за който се полагат грижи и се поддържа популацията му. Обикновено са разрешени за лов единствено мъжкарите и то само за кратък определен период. Ловния трофей са рогата му. Изключение прави подборния лов, който цели да поддържа доброто състояние на популацията.

## В културата
В традиционния български фолклор еленът е свързан със самодивите – той е техен приятел, а те използват елени (понякога летящи) като ездитни животни. В други легенди пратеници на Бог – ангели или светци – се явяват на хората в образа на елен. По тази причина елените са предмет на особена почит, а убиването им е забранено. Така в миналото елените често посещават високопланински овчарски колиби в търсене на сол или храна, които овчарите не им пречат да ползват. Смята се, че посещаваните от елени кошари са предпазени от самодиви, а от друга страна, че идването на елените е признак за добродетелност на съответните овчари. Лечебни и магически свойства се приписват и на рогата на елена и млякото на кошутата.